# Matoczkin Szar
Matoczkin Szar (ros. Ма́tочкин Шар) – cieśnina oddzielająca od siebie dwie główne wyspy archipelagu Nowej Ziemi – Wyspę Północną i Wyspę Południową. Łączy Morze Barentsa z Morzem Karskim. Ma długość 100 km, a jej szerokość w najwęższym punkcie wynosi 600 m. Głębokość około 12 m.